# Le Vieil-Dampierre
Le Vieil-Dampierre  là một xã thuộc tỉnh Marne trong vùng Grand Est đông nam nước Pháp. Xã này nằm ở khu vực có độ cao trung bình 157 mét trên mực nước biển.